# Brottning vid olympiska sommarspelen 1932
Brottningen vid olympiska sommarspelen 1932 hölls i Los Angeles och var uppdelat i två discipliner; grekisk-romersk stil och fristil. Fristilen hölls mellan 1 och 3 augusti och grekisk-romersk stil mellan 4 och 7 augusti. Tävlingarna var endast öppna för män. 

## Medaljer

### Medaljsummering
| Plac. | Land            | Guld | Silver | Brons | Totalt antal medaljer |
| ----- | --------------- | ---- | ------ | ----- | --------------------- |
| 1     | Sverige         | 6    | 1      | 3     | 10                    |
| 2     | USA             | 3    | 2      | 0     | 5                     |
| 3     | Finland         | 2    | 3      | 3     | 8                     |
| 4     | Tyskland        | 1    | 2      | 1     | 4                     |
| 5     | Italien         | 1    | 1      | 2     | 4                     |
| 6     | Frankrike       | 1    | 0      | 1     | 2                     |
| 7     | Ungern          | 0    | 2      | 1     | 3                     |
| 8     | Kanada          | 0    | 1      | 0     | 1                     |
| 8     | Danmark         | 0    | 1      | 0     | 1                     |
| 8     | Tjeckoslovakien | 0    | 1      | 0     | 1                     |
| 11    | Österrike       | 0    | 0      | 2     | 2                     |
| 12    | Australien      | 0    | 0      | 1     | 1                     |

## Medaljtabell

### Fristil, herrar
| Klass                     | Guld                           | Silver                    | Brons                        |
| Bantamvikt Detaljer...    | Robert Pearce · USA            | Ödön Zombori · Ungern     | Aatos Jaskari · Finland      |
| Fjädervikt Detaljer...    | Hermanni Pihlajamäki · Finland | Edgar Nemir · USA         | Einar Karlsson · Sverige     |
| Lättvikt Detaljer...      | Charles Pacôme · Frankrike     | Károly Kárpáti · Ungern   | Gustaf Klarén · Sverige      |
| Weltervikt Detaljer...    | Jack van Bebber · USA          | Daniel MacDonald · Kanada | Eino Leino · Finland         |
| Mellanvikt Detaljer...    | Ivar Johansson · Sverige       | Kyösti Luukko · Finland   | József Tunyogi · Ungern      |
| Lätt tungvikt Detaljer... | Peter Mehringer · USA          | Thure Sjöstedt · Sverige  | Eddie Scarf · Australien     |
| Tungvikt Detaljer...      | Johan Richthoff · Sverige      | Jack Riley · USA          | Nikolaus Hirschl · Österrike |

### Grekisk-romersk stil, herrar
| Klass                     | Guld                      | Silver                        | Brons                        |
| Bantamvikt Detaljer...    | Jakob Brendel · Tyskland  | Marcello Nizzola · Italien    | Louis François · Frankrike   |
| Fjädervikt Detaljer...    | Giovanni Gozzi · Italien  | Wolfgang Ehrl · Tyskland      | Lauri Koskela · Finland      |
| Lättvikt Detaljer...      | Eric Malmberg · Sverige   | Abraham Kurland · Danmark     | Eduard Sperling · Tyskland   |
| Weltervikt Detaljer...    | Ivar Johansson · Sverige  | Väinö Kajander · Finland      | Ercole Gallegati · Italien   |
| Mellanvikt Detaljer...    | Väinö Kokkinen · Finland  | Jean Földeák · Tyskland       | Axel Cadier · Sverige        |
| Lätt tungvikt Detaljer... | Rudolf Svensson · Sverige | Onni Pellinen · Finland       | Mario Gruppioni · Italien    |
| Tungvikt Detaljer...      | Carl Westergren · Sverige | Josef Urban · Tjeckoslovakien | Nikolaus Hirschl · Österrike |